# Hymenochaete lictor
Hymenochaete lictor är en svampart som beskrevs av Petch 1925. Hymenochaete lictor ingår i släktet Hymenochaete och familjen Hymenochaetaceae.   Inga underarter finns listade i Catalogue of Life.